# Faculdade Pernambucana de Saúde
A Faculdade Pernambucana de Saúde – FPS é uma instituição de ensino superior privada sem fins lucrativos com sede em Recife mantida pela Associação Educacional de Ciências da Saúde (AECISA) com sede em Recife.         Surgiu, em 2005, da aliança entre a Associação Educacional Boa Viagem (AEBV) e a Fundação Alice Figueira (FAF), organização de apoio ao desenvolvimento do Instituto de Medicina Integrada Prof. Fernando Figueira (IMIP), instituições com elevado reconhecimento e reputação pública no contexto em que estão inseridas. Trata-se de uma junção de competências acadêmicas e administrativas, baseada em amplo conhecimento das atividades relacionadas ao ensino, a pesquisa e a extensão de nível superior, imprescindíveis para o desempenho satisfatório da nova instituição.

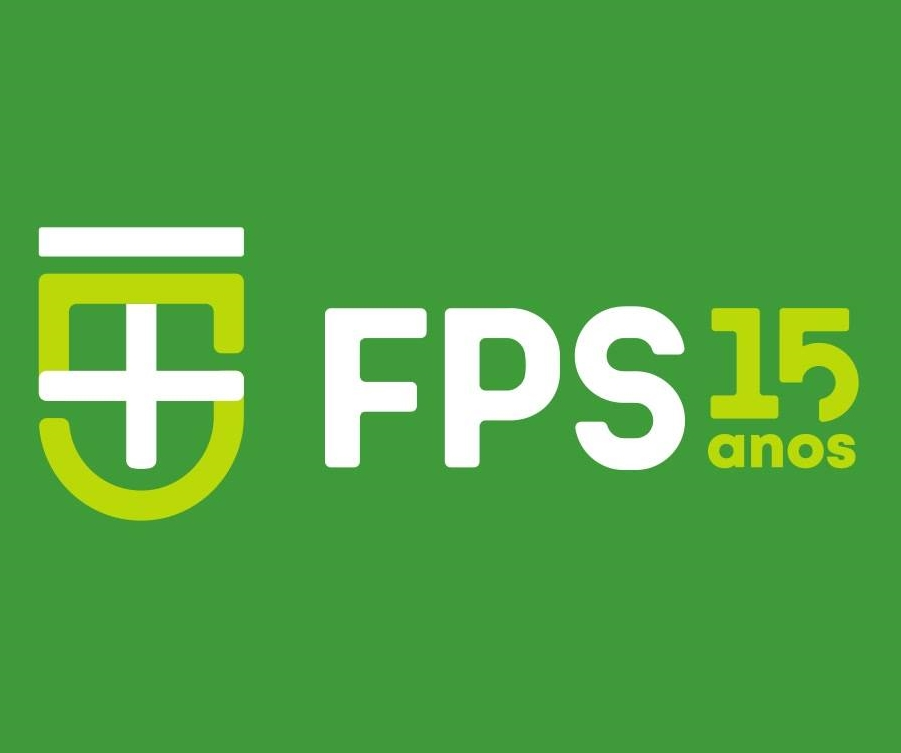

Caracteriza-se pelo uso do método de aprendizagem baseada em problemas (ABP), sendo uma das instituições pioneiras a aplicá-lo na área de saúde. A faculdade oferece sete cursos de graduação, dois cursos de mestrado e diversas especializações.

## Cursos
A instituição oferece os seguintes cursos de graduação:
- Medicina;
- Farmácia;
- Nutrição;
- Enfermagem;
- Psicologia;
- Fisioterapia;
- Odontologia;
- Educação Física;
- Empreendedorismo em Saúde Digital.

São oferecidos os seguintes cursos de pós-graduação Lato Sensu (Especialização);
- Cuidados Paliativos;
- Enfermagem em Obstetrícia;
- Farmácia Oncológica: Manipulação e Serviços Clínicos;
- Fisioterapia em Saúde da Mulher;
- Medicina Paliativa;
- Metodologias Ativas e Educação na Área de Saúde;
- Psicologia Cínica Hospitalar.

Também são oferecidos os seguintes cursos de mestrado profissional:
- Psicologia da Saúde;
- Educação para o Ensino na Área de Saúde.

## Missão
Prestar serviços com padrão de excelência em ensino, em pesquisa e em extensão na área de saúde, contribuindo para a formação de profissionais competentes e éticos, buscando performance empresarial e crescimento sustentado, além de contribuir para a construção de uma sociedade justa.

## Metodologia
A Faculdade Pernambucana de Saúde utiliza a mesma metodologia adotada nas melhores universidades do mundo, o método de ensino ABP – aprendizagem baseada em problemas. Aprendizagem Baseada em Problemas: Uma abordagem inovadora na formação de profissionais de saúde. A Aprendizagem Baseada em Problemas (ABP) representa uma importante e ampla mudança no cenário educacional para formação de profissionais de nível superior, sobretudo em cursos na área da saúde.
Esta inovadora abordagem educacional foi desenvolvida inicialmente no Canadá (1969), sendo implementada em várias universidades e faculdades de ponta em todo o mundo. O método ABP enfatiza a aprendizagem ativa e significativa, baseando-se em 4 modernos princípios de aprendizagem: construtivo, colaborativo, contextual e autodirigido.
O estudante é considerado o centro do processo de aprendizagem. A partir da contextualização e resolução de problemas reais, os estudantes divididos em grupos tutorias de até 12 participantes, constroem ativamente o conhecimento de maneira colaborativa, compartilhando tarefas e responsabilidades, sob a supervisão de tutores. Deste modo, desde o início do curso, os estudantes vivenciam uma abordagem e ambiente educacional que propiciam o desenvolvimento de conhecimentos e habilidades profissionais, como liderança, senso crítico, comunicação, trabalho em equipe, raciocínio clínico, entre outros. 
Em Pernambuco, a Faculdade Pernambucana de Saúde é pioneira na implementação do método ABP no currículo de seus programas e cursos de graduação e pós-graduação.

### Vantagens da ABP
- O professor assume o papel de tutor, que, a partir dos seus conhecimentos e a sua compreensão dos fatos, auxilia o estudante na pesquisa da solução e/ou compreensão dos problemas, com casos que, na maioria das vezes são protótipos de situações da futura prática profissional;
- O conteúdo curricular é dinâmico e estruturado por meio dos casos práticos abordados;
- A habilidade em identificar a questão central diminui o excesso de informações desnecessárias, otimizando a aprendizagem;
- A abordagem propicia a aquisição de competências genéricas e habilidades pessoais, bem como o trabalho em equipe, a comunicação e a solução de problemas, ajudando na integração do conhecimento;
- Facilita o processo construtivista de aprendizagem (usar o conhecimento prévio para identificar o que ainda precisa ser aprendido)

## Dinâmica de Grupo
A atividade nos grupos tutoriais é de fundamental importância para o processo de ensino-aprendizagem. O grupo tutorial é composto pelo tutor (docente) e pelos estudantes. Estes últimos, em sistema de rodízio, vão se alternando, para cada seção, na função de coordenador, secretário e ouvinte, de forma que todos possam exercer estas funções repetidas vezes durante o curso.

## Processo de Avaliação
Tendo como cerne do processo de ensino-aprendizagem aplicado à Aprendizagem Baseada em Problemas (ABP), o sistema de avaliação da FPS objetiva em seu processo avaliativo mensurar as competências nos eixos cognitivos, psicomotor e afetivo de modo contínuo e sistemático incluindo, ainda, em sua proposta educacional, a medição de todas as demais variáveis envolvidas no processo de ensino e aprendizagem utilizando métodos que tenham relação com os princípios psicopedagógicos e sociais expressos no currículo.
A proposta pedagógica dos nossos cursos está voltada para a formação de competências pelo estudante, na perspectiva de desenvolver processos que os mobilizem para o enfrentamento de problemas concretos do cotidiano do trabalho em saúde, desencadeando na sua dinâmica e refletindo nos espaços de reflexão teórico/prático. São consideradas as seguintes competências: comunicativas, técnicas, cognitivas, interpessoais, ética, freqüência (tempo/estudante, em relação ao estudo; tempo/estudante nos serviços de saúde) e evolução desse tempo durante o processo de aprendizagem.

## Ligações externas

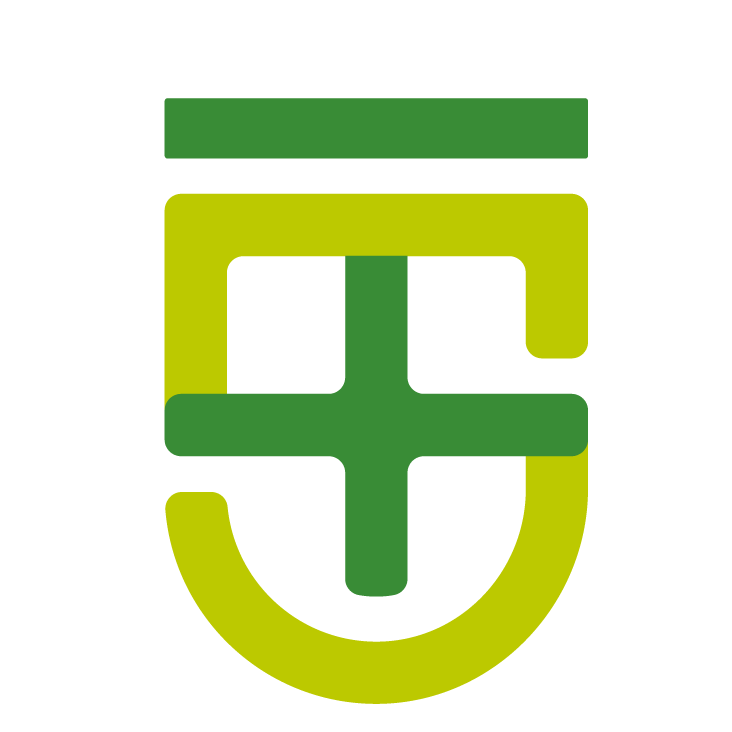